# Chungseon Wang
König Chungseon Wang (koreanisch 충선왕) (* 20. Oktober 1275 in Kaesŏng, Königreich Goryeo; † 23. Juni 1325 in Peking, Mongolisches Reich) war während seiner Regierungszeit von 1308 bis 1313 der 26. König des Goryeo-Reiches und der Goryeo-Dynastie (고려왕조) (918–1392).

## Leben
Chungseon Wang war der erstgeborene Sohn von König Chungnyeol Wang (충렬왕) und seiner Königin Jangmok (장목), die dem mongolischen Borjigin-Clan entstammte. Zu seiner Geburt bekam Chungseon den Namen Wang Jang (왕장) verliehen. König Chungseon Wang war mit Königin Gyeguk (계국), die dem mongolischen Borjigin-Clan entstammte, verheiratet. Aus deren Ehe gingen keine Kinder hervor. Des Weiteren hatte er sechs weitere Frauen am Hofe. Mit Ui-Bi, die nicht dem mongolischen königlichen Hofe entstammte, aber Mongolin war, hatte er zwei Söhne, von denen der zweitgeborene Sohn später als König Chungsuk Wang (충숙왕) der 27. König der Goryeo-Dynastie in der Thronfolge wurde. Einen weiteren Sohn, der zum Prinzen ernannt wurde, hatte König Chungseon Wang mit einer Dame des Hofes, deren Name nicht überliefert ist.
Chungseon Wang wurde als Kronprinz von seinem Vater entsprechend der Auflagen nach dem verlorenen Krieg gegen die Mongolen und dem anschließend geschlossenen Friedensvertrag zur Ausbildung an den mongolischen Königshof geschickt und dort vermählt. Wie schon zuvor seinem Vater geschehen, wurde er dort zum König von Shenyang (瀋陽市) ernannt und sollte von dort aus über Goryeo herrschen. Damit wollten sich das Mongolenreich die Kontrolle über Goryeo sichern, was später aber zu Streitigkeiten um den Thron, zwischen Wang Ko (왕고), einem Neffen von König Chungseon Wang und König Chungsuk Wang sowie später König Chunghye Wang (충혜왕) führte.
1291 wurde Chungseon von der Yuan-Dynastie zum Kronprinzen ernannt, ermordete 40 Personen am Hofe Goryeos, löste Anfang 1296 seinen Vater vom Thron ab, beschlagnahmte große Mengen an Land und verteilte es an das Volk. Er kümmerte sich um das System des Militärs und nahm eine unabhängige Haltung gegenüber der Yuan-Dynastie ein. Nach nur sieben Monaten wurde Chungseon wieder abgesetzt und zurück nach Peking beordert.
Als Chungseons Vater im Jahr 1308 verstarb und er ihm endgültig auf dem Thron folgte, vermissten ihn viele als König im Goryeo-Reich, denn er zog es vor, fast ausschließlich in Peking (北京) zu residieren. Nach fünf Jahren musste er den Thron an seinen Sohn König Chungsuk Wang abgeben und verblieb den Rest seines Lebens in Peking, wo er im Mai 1325 verstarb.

## Unter der Kontrolle der Mongolen
Sowie schon sein Vater, musste Chungseon Wang und alle Männer, angefangen vom König bis hinunter zu einfachen Bürgern im Gorgeo-Reich den mongolischen Haarstil tragen, bei dem das vordere Haar gänzlich entfernt wurde und am hinteren Teil des Kopfes ein geflochtener Zopf getragen wurde. Ebenso war es Pflicht mongolische Kleidung zu tragen, die mongolische Sprache zu sprechen und die jungen Prinzen des Hofes zur Ausbildung in das mongolische Reich zu senden.
Mit Chungseon Wangs Vater begann auch die Pflicht der Könige Goryeos mongolische Namen zu verwenden. So wie für frühere Könige geschehen, durften nun ab 1274 die Silben jo (조) für Stammvater und jong (종) für Vorfahren, um einen posthumen „Tempelnamen“ für die Könige zu kreieren, nicht mehr verwendet werden. Stattdessen mussten die Namen der Könige mit dem Präfix chung (충) versehen werden, um damit den Geist der Loyalität gegenüber der Yuan-Dynastie auszudrücken. Den Zusatz wang (왕), als Zeichen für König, musste hinter dem Namen gesetzt werden.
Mit der Macht der Mongolen über das Goryeo-Reich waren dessen Könige für knapp 80 Jahre nicht mehr unabhängige Herrscher ihres Königreichs, sondern wurden als Schwiegersöhne fest in die Struktur der Yuan-Dynastie integriert. Dies änderte sich erst mit König Gongmin Wang (공민왕), der es schaffte, Goryeo von der Herrschaft der Mongolen zu befreien.